# 일가도서관
일가도서관은 경기도 하남시에 있는 시립 도서관이다.

## 연혁
- 2021년 8월 30일 개관.